# جوشکاری قوسی فلز پوشش‌دار

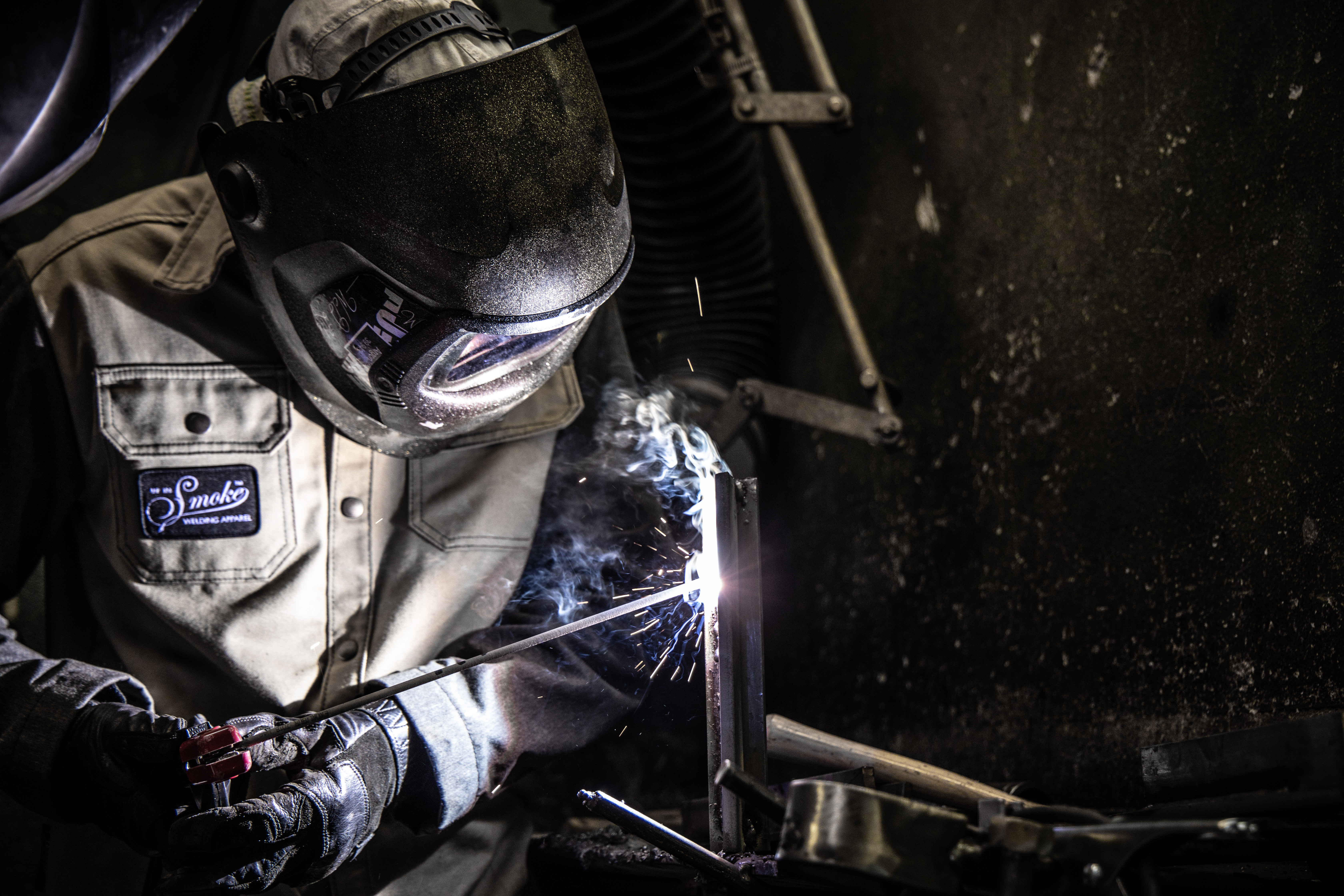
جوشکاری قوس الکتریکی فلز پوشش دار یا GMAW که در ایران به آن به صورت خلاصه «جوش برق» گفته می‌شود.

جوشکاری قوسی فلز پوشش‌دار (به انگلیسی: SMAW، Shielded Metal Arc Welding) که از آن با نام جوش برق نیز یاد می‌شود، نام یک فرایند جوشکاری دستی است که در آن از یک میله فلزی پوشش دار مصرف شونده به نام الکترود، برای عبور جریان الکتریکی استفاده می‌شود. این جریان الکتریکی باعث ایجاد قوس الکتریکی در فاصله بین انتهای الکترود و قطعه کار می‌گردد. قوس ایجاد شده گرمای زیادی تولید کرده و باعث ذوب شدن انتهای الکترود و قطعه کار می‌شود. فلز مذاب ایجاد شده از الکترود به داخل حوضچه مذاب روی قطعه کار ریخته و در آنجا با آن مخلوط می‌شود. ابر گازی ایجاد شده و روکش مذاب شده، ناحیه حوضچه مذاب و انتهای الکترود را پوشانده و آن را از آلودگی و اکسید شدن محافظت می‌کند. با عبور قوس الکتریکی از آن ناحیه، حوضچه مذاب مخلوط منجمد شده و تبدیل به یک واحد یکپارچه می‌شود. در همین حین، فلاکس مذاب نیز منجمد شده و باعث شکل‌گیری گِل جوش می‌شود.
از جوش برق، به دلیل مقرون به صرفه بودن آن، انعطاف‌پذیری، قابلیت جابجایی آسان، و قابلیت تطبیق در شرایط مختلف به‌طور گسترده‌ای در دنیا استفاده می‌شود. قیمت دستگاه و الکترودهای آن نسبتاً ارزان می‌باشد.

## نام‌گذاری
عبارت SMAW از واژه‌های Shielded Metal Arc Welding گرفته شده و به معنی جوشکاری با الکترود روپوش دار می‌باشد. نام دیگر این فرایند MMAW می‌باشد که از واژه‌های Manual Metal Arc Welding گرفته شده‌است. مرجع نام گذاری این فرایند جوشکاری انجمن جوشکاری آمریکا AWS می‌باشد.

## تجهیزات فرایند SMAW

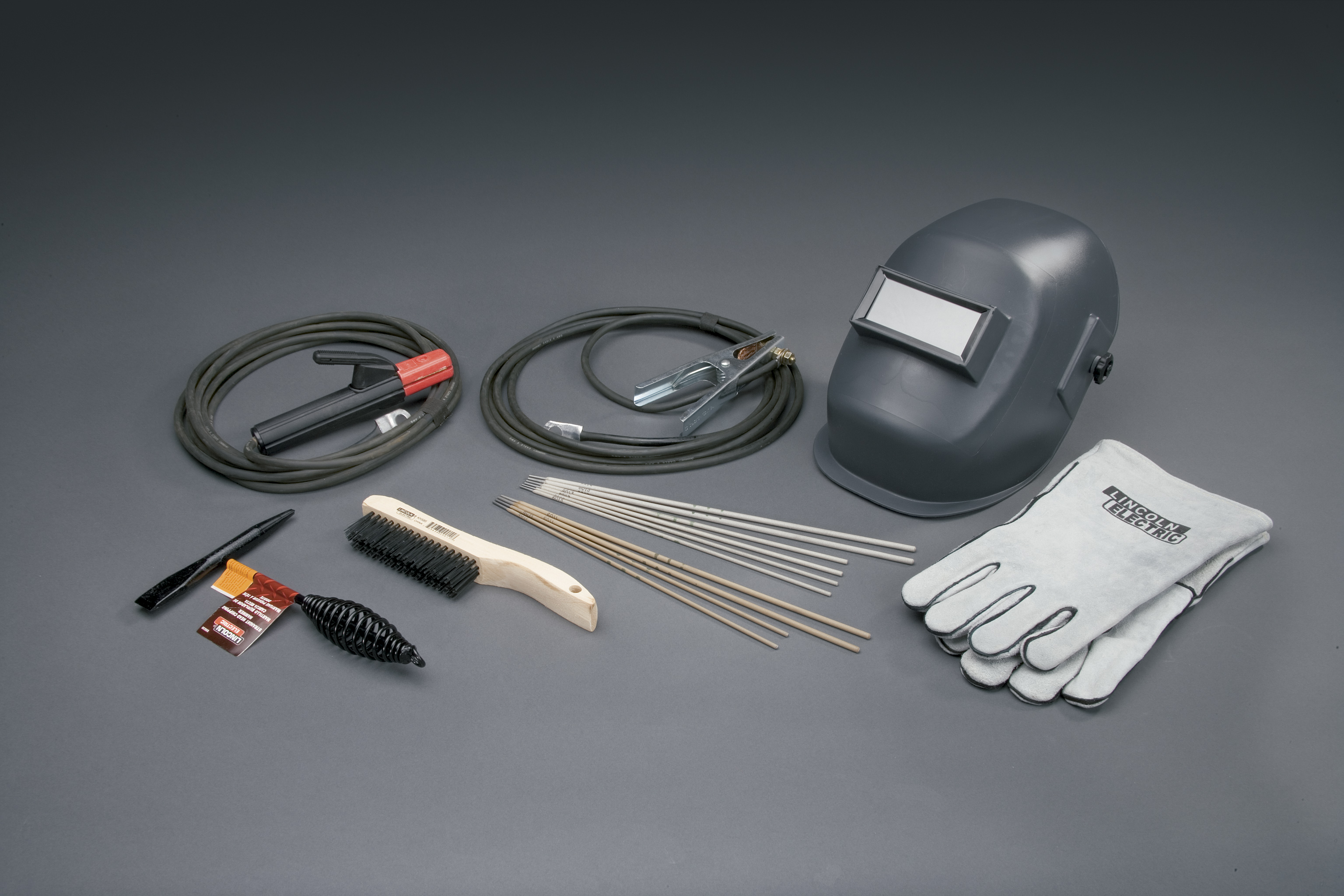
تجهیزات جانبی در جوشکاری قوسی دستی

- ترانس جوشکاری
- کابل اتصال
- الکترود
- انبر نگهدارنده الکترود
- ماسک جوشکاری
- دستکش
- فرچه فلزی
- چکش برای حذف سرباره از جوش نهایی

## دمای قوس الکتریکی
دمای یک قوس الکتریکی به ولتاژ، طول قوس، و محیطی که از آن عبور می‌کند (گاز یا بخار) بستگی دارد. دمای این قوس می‌تواند از ۳۰۰۰ درجه تا ۲۰۰۰۰ درجه سلسیوس متغیر باشد، اما معمولاً اکثر قوس‌های الکتریکی در عمل دمایی در حدود ۶۱۰۰ درجه سلسیوس دارند. ولتاژ و طول قوس نسبت نزدیکی با یکدیگر دارند، چرا که با افزایش طول قوس، مقاومت جریان افزایش یافته و در نتیجه برای حفظ جریان الکترون‌ها از این فاصله هوایی به ولتاژ بیشتری نیاز است. هر چه فاصله کمتر باشد به ولتاژ کمتری برای حفظ قوس نیاز است.

## انواع جریان الکتریکی در جوش برق
در جوش برق از سه نوع جریان الکتریکی مختلف می‌توان استفاده کرد: جریان متناوب (AC)، جریان مستقیم الکترود منفی (DCEN)، جریان مستقیم الکترود مثبت (DCEP).
در از بعضی الکترودها فقط می‌توان از یک نوع جریان الکتریکی استفاده کرد. در بعضی دیگر امکان استفاده از دو یا سه نوع جریان نیز وجود دارد. استفاده از هر کدام از این جریان‌ها تأثیر به خصوصی بر روی جوشکاری می‌گذارد.

### جریان مستقیم الکترود منفی (DCEN)
در جوشکاری با جریان مستقیم الکترود منفی، الکترود به قطب منفی دستگاه و قطعه کار به قطب مثبت دستگاه متصل می‌شود. الکترون‌ها از داخل الکترود عبور کرده، با جهش در طول قوس به قطعه کار می‌رسند. این اتفاق باعث می‌شود که تقریباً یک سوم حرارت قوس بر روی الکترود و دو سوم حرارت بر روی قطعه کار ایجاد گردد.

### جریان مستقیم الکترود مثبت (DCEP)
در جوشکاری با جریان مستقیم الکترود مثبت، الکترود به قطب مثبت دستگاه و قطعه کار به قطب منفی دستگاه متصل می‌شود. الکترون‌ها با جهش در طول قوس از قطعه کار به الکترود می‌رسند. این اتفاق باعث می‌شود که تقریباً دو سوم حرارت قوس بر روی الکترود و یک سوم حرارت بر روی قطعه کار ایجاد گردد.

### جریان متناوب (AC)
در جوشکاری با جریان متناوب، جهت حرکت الکترون‌ها در هر ثانیه ۵۰ بار عوض می‌شود. سمت مثبت یک قوس الکتریکی، آند و سمت منفی آن کاتد نامیده می‌شود. این عوض شدن متناوب آند و کاتد باعث توزیع یکنواخت حرارت بین الکترود و قطعه کار می‌شود. گرمایش یکنواخت باعث ایجاد توازنی بین نفوذ جوش و نرخ پر کردن می‌شود.

## انواع منبع تغذیه جوشکاری

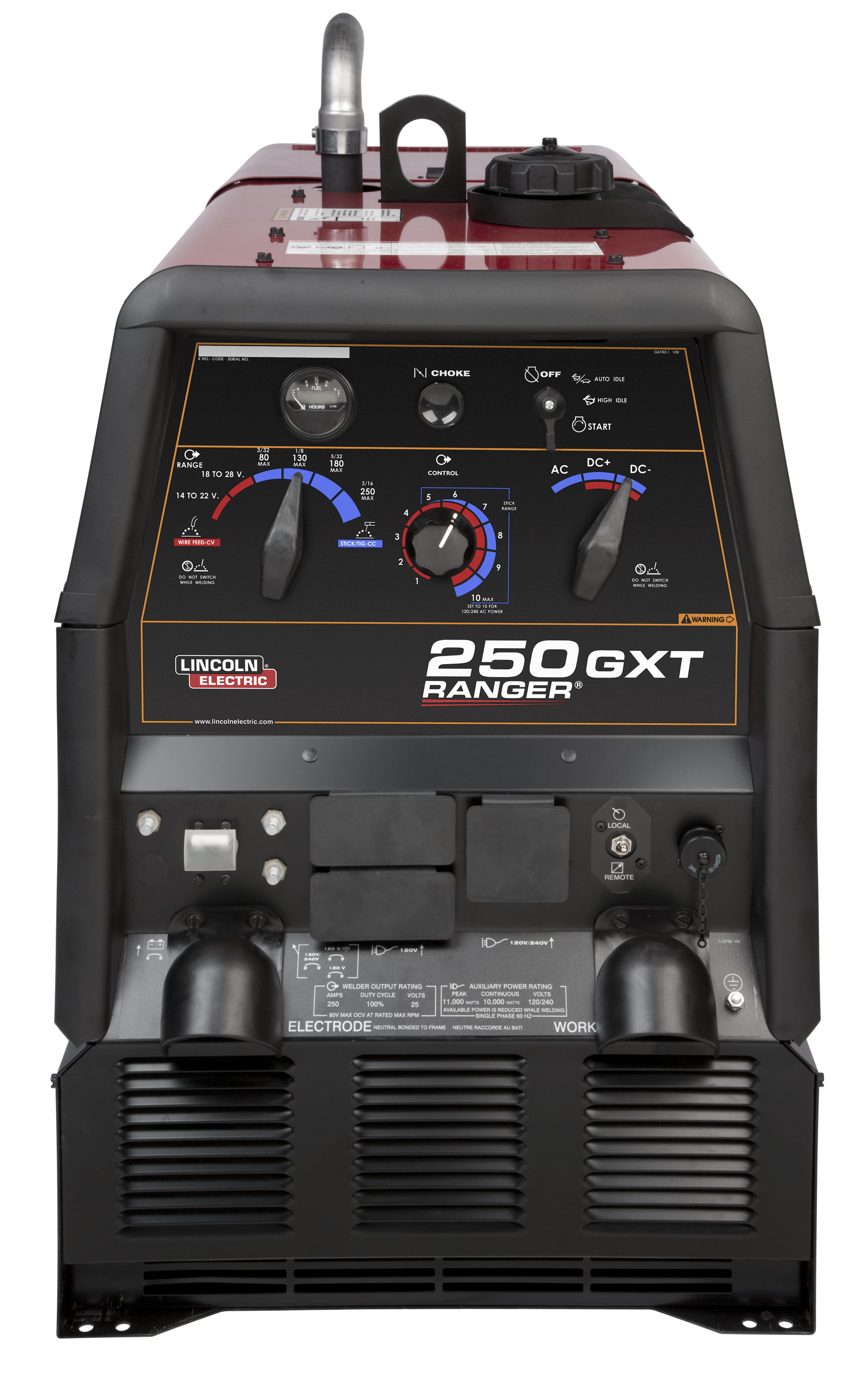
یک منبع تغذیه قوی که می‌توان از آن در فرایندهای جوشکاری با برق متنوعی از قبیل جوشکاری با فلز پوشش دار، جوشکاری تیگ، جوش CO2 استفاده کرد.

برق تغذیه جوشکاری می‌تواند به اشکال زیر باشد:
- ولتاژ ثابت: ولتاژ قوس در میزان تنظیم شده ثابت باقی می‌ماند، حتی اگر طول قوس یا جریان الکتریکی افزایش یا کاهش پیدا کند.
- ولتاژ قوس بالارونده: ولتاژ قوس با افزایش آمپر، افزایش می‌یابد.
- جریان ثابت: جریان جوشکاری کل (وات) ثابت می‌ماند. به این نوع برق، ولتاژ قوس افت کننده نیز گفته می‌شود، چرا که با افزایش آمپر، ولتاژ افت می‌کند.

در جوشکاری قوسی با الکترود پوشش‌دار، به برقی با ولتاژ قوسی با جریان الکتریکی ثابت نیاز داریم. ولتاژ خروجی دستگاه‌های جوشکاری الکترود دستی با افزایش جریان کاهش می‌یابد. این منبع تغذیه برای اینکه قوس ایجاد شود ولتاژ مدار باز (open circuit) نسبتاً بالایی ایجاد می‌کند. این ولتاژ مدار باز به سرعت قوس را پایدار می‌کند. پس از ایجاد قوس، ولتاژ به سرعت به سطح مدار بسته کاهش می‌یابد. پس از این شوک ابتدایی، توان دستگاه (بر حسب وات) فارغ از تغییر طول قوس نسبتاً ثابت باقی می‌ماند.